# Ranunculus rumelicus
Ranunculus rumelicus är en ranunkelväxtart som beskrevs av August Heinrich Rudolf Grisebach. Ranunculus rumelicus ingår i släktet ranunkler, och familjen ranunkelväxter. Inga underarter finns listade i Catalogue of Life.